# Vorhaft
Mit dem Begriff Vorhaft ist im österreichischen Strafprozessrecht der Zeitraum von der Festnahme eines Tatverdächtigen und seiner Anhaltung in Untersuchungshaft bis zur rechtskräftigen Verurteilung gemeint. Es handelt sich daher im Wortsinn um die Zeit, die jemand vor Antritt der Strafhaft bereits in Haft verbracht hat (§ 38 StGB).

## Anrechnung der Vorhaft
Besondere Bedeutung hat die Vorhaft bei der Berechnung jener Zeit, die eine rechtskräftig verurteilte Person noch in Strafhaft zu verbringen hat. Dabei gilt generell, dass im Urteilsspruch vom vorsitzenden Richter per Beschluss darüber erkannt werden muss, ob und in welchem Umfang Vorhaftzeiten auf die noch zu verbüßende Strafhaft angerechnet werden (§ 400 Abs. 1 StPO). In aller Regel wird dabei festgestellt, zu welchem genauen Zeitpunkt die Festnahme des zu diesem Zeitpunkt Tatverdächtigen erfolgte und bis wann die daran anschließende Untersuchungshaft dauerte. Sofern der genaue Zeitpunkt der Festnahme sich nicht feststellen lässt, ist dieser zugunsten des Angeklagten mit 00:00 Uhr des Tages der Festnahme anzusetzen. Vielfach steht bei Ausfertigung des erstinstanzlichen Urteils das endgültige Ende der Untersuchungshaft allerdings noch nicht fest, weshalb die Untersuchungshaft in aller Regel dann endet, wenn das Urteil in Rechtskraft erwachsen und damit der Vollzug der Strafhaft begonnen wird. Über die Anrechnung dieser sogenannten Zwischenhaft, also der Haftzeit zwischen dem erstinstanzlichen Urteil und jenem der Berufungsinstanz, entscheidet der vorsitzende Richter der Erstinstanz per Beschluss.
Die Vorhaftzeit verringert entsprechend den unbedingt zu verbüßenden Teil einer Strafhaft, was insbesondere bei langer Verfahrensdauer und dadurch bedingter langer Zeit in Untersuchungshaft oft zur Konsequenz hat, dass ein zu einer unbedingten Freiheitsstrafe verurteilter Straftäter mitunter schon mit Rechtskraft des Urteils aufgrund der Vorhaftanrechnung aus der Haft entlassen wird.
Sollte im Urteil die Vorhaft nicht oder fehlerhaft angerechnet worden sein, so kann der Angeklagte bzw. Verurteilte jederzeit beantragen, dass dies korrigiert wird. Eine für den Angeklagten nachteilige Berichtigung der Anrechnung – also etwa eine Verkürzung der angerechneten Vorhaft – darf jedoch nur erfolgen, solange das Urteil noch nicht rechtskräftig geworden ist. Sollte der Angeklagte bzw. Verurteilte mit der Entscheidung des Vorsitzenden über die Berichtigung der Vorhaftanrechnung nicht einverstanden sein, so kann er dagegen wiederum das Rechtsmittel der Beschwerde ergreifen.